# Peroxodicarbonaat
In de scheikunde is peroxodicarbonaat of peroxydicarbonaat een divalent anion met de formule {\displaystyle {\ce {C2O6^{2-}}}}. Het is een van de koolstof-zuurstof-anionen, slechts bestaande uit koolstof en zuurstof. De moleculaire structuur kan beschreven worden als twee carbonaat-ionen, aan elkaar gekoppeld via een peroxidebrug (-O-O-).
Het anion wordt gevormd, samen met {\displaystyle {\ce {CO4^{2-}}}}, peroxocarbonaat, aan de negatieve elektrode tijdens de elektrolyse van gesmolten lithiumcarbonaat, {\displaystyle {\ce {Li2CO3}}}. Het anion wordt ook gevormd tijdens de elektrolyse van een verzadigde oplossing van rubidiumcarbonaat, {\displaystyle {\ce {Rb2CO3}}}, in water.
Daarnaast ontstaat het anion ook via elektrosynthese aan met boor gedopete diamanten (BDD) elektrodes. De formele oxidatie van twee carbonaat-ionen vindt plaats aan de anode. Ten gevolge van de hoge redoxpotentiaal van het peroxodicarbonaat-ion is een ook een hoge overpotentiaal nodig. Dit wordt zelfs nog belangrijker als hydroxylradicalen betrokken zijn bij het vormingsproces. Recente publicaties (2017) geven aan dat concentraties tot 282 mmol/liter mogelijk zijn in een ongedeelde cel, uitgaande van natriumcarbonaat, bij een stroomdichtheid van 720 mA/cm². Het beschreven proces is eventueel ook geschikt in een proeffabriek voor natriumperoxocarbonaat.
Kaliumperoxodicarbonaat, {\displaystyle {\ce {K2C2O6}}} werd al in 1895 verkregen door Constam en von Hansen. Pas 2002 werd de kristalstructuur ervan vastgesteld. Naast de methode van Constam en von Hansen kan het ook verkregen worden via elektrolyse bij −20 °C van een verzadigde oplossing van kaliumcarbonaat. Het is een lichtblauwe, kristallijne vaste stof die ontleedt bij 141 °C. Bij lagere temperaturen ontleedt de stof ook, maar trager:
{\displaystyle {\ce {2K2C2O6\ ->[{\ce {141\ ^{o}C}}][{\ce {\ }}]\ 2K2CO3\ +\ O2\ +\ 2CO2}}}
Rubidiumperoxodicarbonaat is een lichtblauwe, kristallijne stof die ontleedt bij 424 K, (= 151 °C). De structuur ervan is in 2003 gepubliceerd.
In zowel het kalium- als het rubidiumzout zijn de carbonaat-eenheden vlak. In het kaliumzout staan de twee vlakken bijna loodrecht op elkaar en ligt de peroxide-binding in beide vlakken, in het rubidiumzout liggen de atomen van het ion in een plat vlak.